# Афінський трамвай
Афінський трамвай — електрична трамвайна система Афін. Початково відкрита у 1882 році, закрита у 1977 році. Сучасний трамвай відкрито у 2004 році; це єдина в Греції діюча трамвайна система.

## Історія

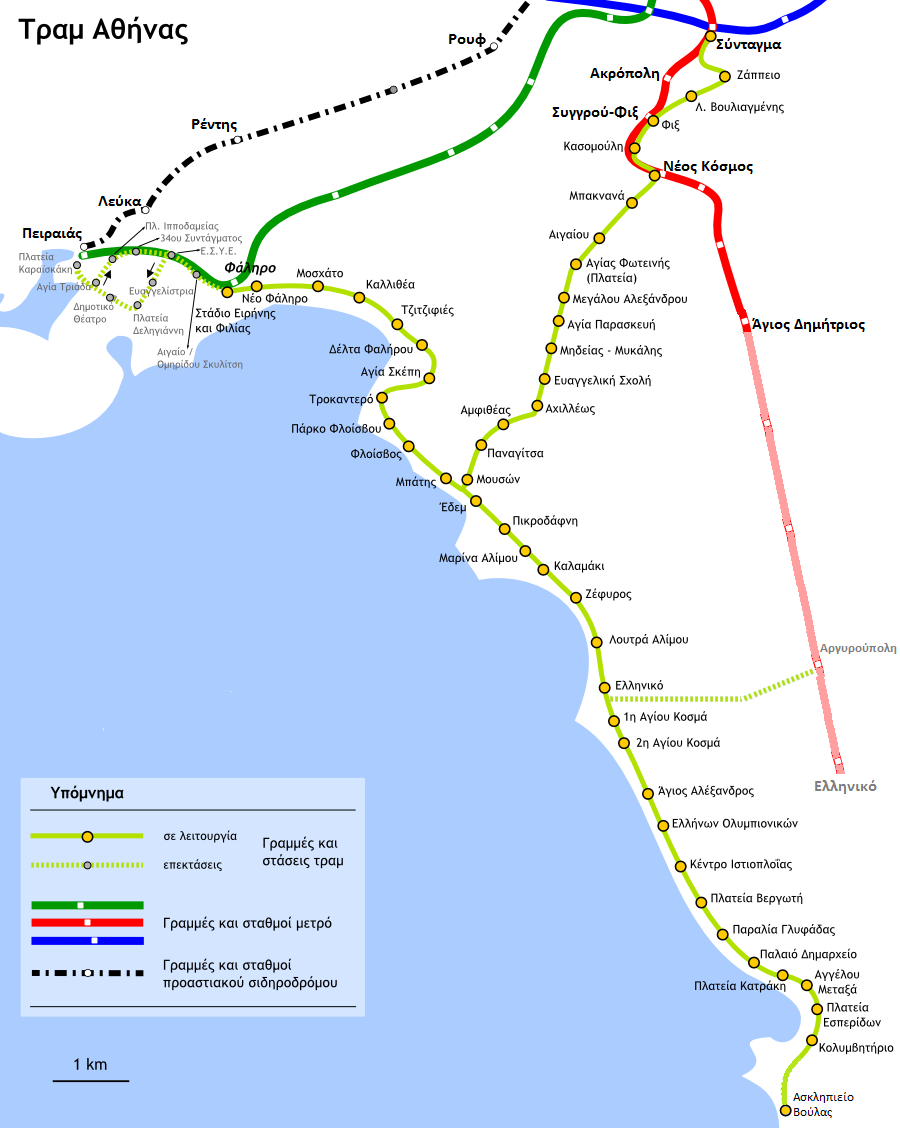
Світло-зеленим на мапі позначені лінії афінського трамвая

Афінський кінний трамвай було відкрито у 1882 році, у 1908 році його було електрифіковано. Найбільшого розвитку трамвайна мережа зазнала у 1936 році, з введенням в експлуатацію прибережної лінії в Пераму. Тоді Афінський трамвай налічував 21 маршрут. Після другої світової війни мережа поступово скорочувалася: станом на 1960 рік були закриті всі міські трамвайні маршрути, окрім лінії на Пераму, яка експлуатувалася ІСАП, проте і вона була закрита у 1977 році.
Проте, альтернативи трамваю так і не було знайдено. Вже наприкінці 1980-х місто потерпало віз смогу та заторів. Транспортна проблема стала очевидною. Велися запеклі дискусії лише щодо того, який вид транспорту мав вирішити проблему. Розглядалися проекти будівництва метрополітену та відновлення трамвайної мережі. Як компромісне рішення, було вирішено відкрити в Афінах і трамвай, і метро. Сьогодні вони експлуатуються єдиним підприємством.
19 липня 2004 року, до XXVIII літніх Олімпійських ігор, було відкрито першу чергу афінського трамвая.

## Інфраструктура
Система має Т-подібну форму. Існують три лінії, кожна з яких попарно з'єднує дві з трьох кінцевих: таким чином утворюється три трамвайні маршрути:
- 1. «Площа Синтагма — Вула»
- 2. «Площа Синтагма — Нео-Фа́ліро»
- 3. «Вула — Нео-Фаліро»

Всі вони проходять через зупинку в Палео-Фаліро (грец. Παλαιό Φάληρο). Загалом, налічується 48 зупинок. Добовий пасажиропотік становить 80 000 пасажирів. Трамвайний парк Афін налічує 42 надсучасних трамваїв AnsaldoBreda.
У майбутньому планується продовжити лінію до Пірейського порту та південного передмістя Вуліагмені. 

## Рухомий склад
Афінський трамвай відкрито в 2004 році 35 трамваями Hitachi Sirio від AnsaldoBreda. 

За для розширення мережі у липні 2018 року було замовлено 25 трамваїв Alstom Citadis X05.
| Рік виробництва | Підприємство | Модель        | Фото | Довжина | Кількість | Ref(s). |
| --------------- | ------------ | ------------- | ---- | ------- | --------- | ------- |
| 2004            | AnsaldoBreda | Hitachi Sirio |      | 31.9 м  | 35        | [ 1 ]   |
| 2020–2021       | Alstom       | Citadis X05   |      | 33 м    |           | [ 2 ]   |